# Geissorhiza uliginosa
Geissorhiza uliginosa là một loài thực vật có hoa trong họ Diên vĩ. Loài này được Goldblatt & J.C.Manning miêu tả khoa học đầu tiên năm 1995.